# Wysiedlenia Niemców po II wojnie światowej
Treść tego artykułu może nie być zgodna z zasadami neutralnego punktu widzenia.
Dokładniejsze informacje o tym, co należy poprawić, być może znajdują się w dyskusji tego artykułu.
 Po wyeliminowaniu niedoskonałości należy usunąć szablon {{Dopracować}} z tego artykułu.

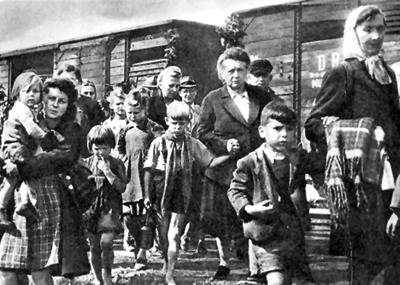
Niemcy sudeccy podczas przesiedlenia

Wysiedlenia Niemców po II wojnie światowej – dokonany przez aliantów po II wojnie światowej przymusowy transfer ludności niemieckiej z terenów znajdujących się poza obszarem alianckich stref okupacyjnych w Niemczech i Austrii do alianckich stref okupacyjnych (a po ich likwidacji w 1949 do RFN, NRD i Berlina Zachodniego) i Austrii.

## Tło historyczne
W okresie międzywojennym w Europie Środkowej granice państwowe nie pokrywały się z granicami etnicznymi. Niemcy stanowili mniejszości narodowe w Czechosłowacji, Polsce, na Węgrzech. Część Niemców w okresie międzywojennym przenosiła się do Niemiec, w okresie 1918–1921 z samej Wielkopolski wyjechało 730 tysięcy Niemców. Niemieckie władze nieprzychylnie patrzyły na emigrację, traktowały bowiem granice powersalskie jako tymczasowe.
Sytuacja niemieckich mniejszości narodowych w Europie Środkowo-Wschodniej zmieniła się podczas II wojny światowej. Po kampanii wrześniowej władze niemieckie zorganizowały szereg przesiedleń Niemców na tereny, które w okresie międzywojennym były częścią II RP. Przykładowo około 61 tys. Niemców przesiedlono do Kraju Warty z Litwy i Estonii, na tereny anektowane przez Rzeszę przesiedlono również 330 tys. Niemców z Ukrainy. Aby przygotować miejsce dla osadników niemieckich na masową skalę brutalnie przesiedlano Polaków mieszkających na danym terenie.
Rządy emigracyjne Polski i Czechosłowacji uznawały istnienie licznych mniejszości niemieckich w swoich państwach za problem. Jako pierwsi z koncepcją przesiedleń Niemców po wojnie wystąpili publicznie Czesi w 1943 roku. Premier Edvard Beneš postulował przymusowe usunięcie większości Niemców z Czechosłowacji i utworzenie państwa bez mniejszości narodowych. Alianci pozytywnie odnieśli się do tej koncepcji, obawiali się jednak, czy możliwa jest humanitarna realizacja przesiedleń. Polski rząd emigracyjny zajmował podobne stanowisko jak czeski. Konieczność dokonania przesiedleń uzasadniano, wskazując na niemożliwość współistnienia Polaków i Niemców po wojnie w ramach jednego państwa po doświadczeniach współpracy niektórych Niemców z nazistami. Uznawano, że niemożliwe jest stworzenie stabilnego porządku politycznego bez zapewnienia jednorodności narodowej i usunięcia niemieckiej mniejszości. Rząd emigracyjny szacował liczbę Niemców na dawnych terenach II RP na od 720 tys. do 6 mln. W polskim podziemiu na terenie kraju konieczność wysiedleń nie budziła kontrowersji, była wspólnym punktem programu wszystkich ugrupowań politycznych, w tym także komunistów.
Jeszcze przed rozpoczęciem przymusowych przesiedleń, pod koniec wojny, duża część Niemców mieszkających na terenach zajętych wcześniej przez III Rzeszę uciekała do terenów rdzennie niemieckich. Około 6 mln osób zamieszkałych na terenach zajmowanych przez posuwającą się do przodu Armię Czerwoną uciekło na zachód.
Podstawą prawną przesiedleń były postanowienia konferencji w Poczdamie oraz plan ustalony przez Sojuszniczą Radę Kontroli Niemiec z 20 listopada 1945. Rozdział XIII umowy poczdamskiej stwierdzał, że należy dokonać przesiedleń Niemców z terenów Czechosłowacji, Polski i Węgier. Ustalono, że 2 mln osób mają być przesiedlone do radzieckiej strefy okupacyjnej, a 1,5 mln do angielskiej strefy okupacyjnej. Winston Churchill uzasadniając konieczność przesiedleń wskazywał na to, że takie rozwiązanie wprowadzono w życie w 1918 roku między Grecją a Turcją.

### Przyczyny wysiedleń

Głosy na NSDAP w wyborach w marcu 1933 r. Mapa pokazuje największe poparcie dla nazistów na terenie ówczesnych wschodnich Niemiec (Prusy, Pomorze Zachodnie, Ziemia lubuska i Śląsk), a przyszłych Ziemiach Odzyskanych i obwodu królewieckiego

- dążenie władz komunistycznych do stworzenia państw jednolitych narodowo[1][11]; wynikało ono z przekonania, że konkretny system komunistyczny może istnieć w formie komunizmu narodowego[12]
- postrzeganie całej ludności niemieckiej jako zagrożenia dla bezpieczeństwa państwa[13]
- obawa przed atakami paramilitarnych organizacji niemieckich. W czasie inwazji Niemiec na Polskę lokalna mniejszość niemiecka utworzyła Selbstschutz, organizację paramilitarną wspierającą niemieckie wojska w ataku na Polskę i dokonującą licznych zbrodni oraz aktów sabotażu. Pod koniec II wojny światowej Niemcy utworzyły podobną organizację o nazwie Werwolf, która miała walczyć przeciw siłom sojuszniczym i terroryzować ludność napływową. Poparcie dla nazizmu było silne wśród społeczeństwa niemieckiego. Dla przykładu, w sondażach przeprowadzonych w amerykańskiej strefie okupacyjnej od listopada 1945 do grudnia 1947 procent ludności niemieckiej, która popierała pogląd, iż „Narodowy socjalizm był dobrą ideą, ale źle realizowaną” wynosił od 47 do 55%[14], zaś w sondażu z listopada roku 1946 37% Niemców uznało iż „eksterminacja Żydów, Polaków i innej ludności niearyjskiej była konieczna z punktu widzenia bezpieczeństwa Niemiec”[15]. Wysiedlenie ludności niemieckiej, wśród której organizacje typu Selbstschutz i Werwolf się rekrutowały i otrzymywały wsparcie, miało zapobiec powtórzeniu się sytuacji z początku II wojny światowej[16].
- utworzenie miejsca dla polskich uchodźców i osób przesiedlonych z dawnych Kresów Wschodnich

## Liczby

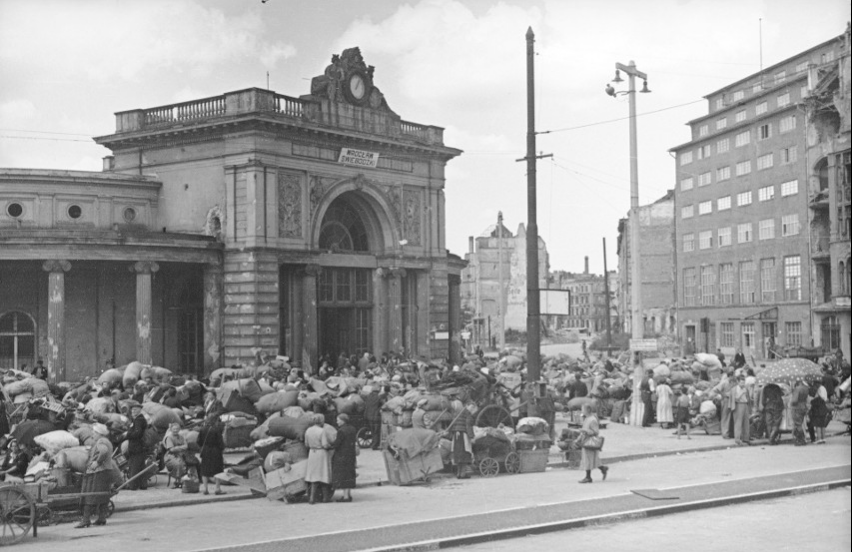
Wysiedlenie Niemców z Wrocławia

Łączna liczba Niemców, którzy w końcowym okresie wojny i po wojnie uciekli, powrócili lub zostali przetransportowani do Niemiec, wynosi około 14 milionów osób, z czego 473 tysięcy straciło życie w wyniku różnych przyczyn, takich jak choroby, głód, śmierć z zimna, marsze śmierci, ataki bandytów i pobyt w sowieckich i czechosłowackich obozach przesiedleńczych. Dane te częściowo potwierdzili historycy biorący udział w latach 90. XX w. w polsko-niemieckim programie badań historii „wypędzonych”, krytycznie weryfikując podawaną w RFN liczbę 2 milionów ofiar śmiertelnych jako nieprawdziwą, i przyjmując za najbliższe prawdzie szacunki niemieckiego Archiwum Federalnego z 1974 mówiące o 400 tysiącach ofiar śmiertelnych na ziemiach wcielonych do Polski i ZSRR (bez ofiar ewakuacji Niemców prowadzonej przez władze niemieckie oraz ucieczek przed frontem, mających miejsce przed przejęciem tych terenów przez oba państwa) – z czego ok. 200 tysięcy padło ofiarą deportacji do ZSRR (skąd już nie powrócili, a większość z nich prawdopodobnie zmarła z różnych przyczyn), ok. 60 tysięcy zmarło w obozach polskich, ok. 40 tysięcy w obozach sowieckich, a około 120 tysięcy to ofiary śmiertelne różnych zbrodni na ludności cywilnej, popełnionych głównie przez żołnierzy Armii Czerwonej.
Przez długi czas liczba wysiedlonych Niemców oraz liczba osób zmarłych podczas wysiedleń była obiektem manipulacji strony niemieckiej inspirowanej przez organizacje mające na celu rewizję układu poczdamskiego. Zawyżanie liczb miało na celu zaszokowanie opinii publicznej, tak aby stała się bardziej przychylna postulatom politycznym niemieckich organizacji ziomkowskich. Liczbę ofiar ustalono poprzez porównanie liczby mieszkańców wschodnich Niemiec z roku 1939 i 1948. Spis ludności z 1939 roku podawał, iż na terenach tych żyło 10 mln 87 tysięcy obywateli niemieckich. Liczba wysiedlonych w 1948 roku wynosiła tylko 7 mln 85 tysięcy osób. Na dawnych terenach III Rzeszy pozostało 835 tysięcy obywateli niemieckich. Brakowało więc 2 mln 167 tysięcy osób. Tę właśnie liczbę uznano za liczbę ofiar śmiertelnych. Dodano do niej także Niemców, którzy przed wojną mieszkali w Polsce i Wolnym Mieście Gdańsku. Zadeklarowano więc 2 mln 484 tysięcy osób jako zabitych. Liczba ta była manipulacją, nie uwzględniała bowiem naturalnych zgonów i samobójstw ani poległych członków Volkssturmu, tych, którzy uciekali przed nadciągającym frontem sowieckim. Ponadto nie brała pod uwagę śmierci z głodu, chorób, ofiar marszów śmierci dokonywanych na rozkaz władz niemieckich z terenów wschodnich Niemiec oraz egzekucji na własnych obywatelach, oskarżonych o zdradę, czy też defetyzm. Przyjęta metoda wyliczania strat powodowała, że liczby te obejmowały także obywateli niemieckich pochodzenia żydowskiego zamordowanych w ramach Holocaustu.
Ze względu na niewiarygodność tych danych w następnych latach wielokrotnie podejmowano się ponownych badań mających na celu ustalenie rzeczywistych liczb. W roku 1964 specjalna komisja kościelna oceniła całkowitą liczbę ofiar wysiedleń na około 473 tysiące osób. W roku 1996 specjalna komisja czesko-niemiecka potwierdziła tę tezę, rewidując dotychczasową liczbę ofiar Niemców sudeckich z 225 tysięcy do 16 tysięcy. Tym niemniej organizacje ziomkowskie nadal publikują informacje mówiące o ponad 2 milionach zabitych, w tym 225 tysiącach zamordowanych Niemców sudeckich.
Największy prawdopodobnie dotychczas masowy grób odkryto w 2008 roku w Malborku – 2116 ciał. Wszyscy zmarli lub zginęli przed przejęciem miasta przez polską administrację.
W wywiadach dla radia Deutschlandfunk w listopadzie 2006:
- historyk Ingo Haar potwierdził swoją opinię, że podczas wysiedlenia Niemców zmarło 500–600 tys., w tym ok. 400 tys. na wschód od Odry i Nysy[21]
- polityk CDU, sekretarz stanu MSW, Christoph Bergner podtrzymywał stanowisko niemieckiego państwa, że podczas ucieczki i wysiedlenia zginęło 2–2,5 miliona[22]
- inny historyk Rüdiger Overmans nazwał Bergnera i Erikę Steinbach „laikami”[23]

W materiałach pomocniczych, wydanych w 2009 r. przez Polsko-Niemiecką Współpracę Młodzieży historycy Jerzy Kochanowski i Ingo Haar w haśle „Wypędzenia” podają liczbę ofiar śmiertelnych na wschód od Odry i Nysy jako 286 723. Prof. Witold Stankowski, autor książki „Obozy i inne miejsca odosobnienia dla niemieckiej ludności cywilnej w Polsce 1945-1950”, doliczył się 1035 takich obozów, w których zginęło tysiące ludzi.

## Wysiedlenia z Polski

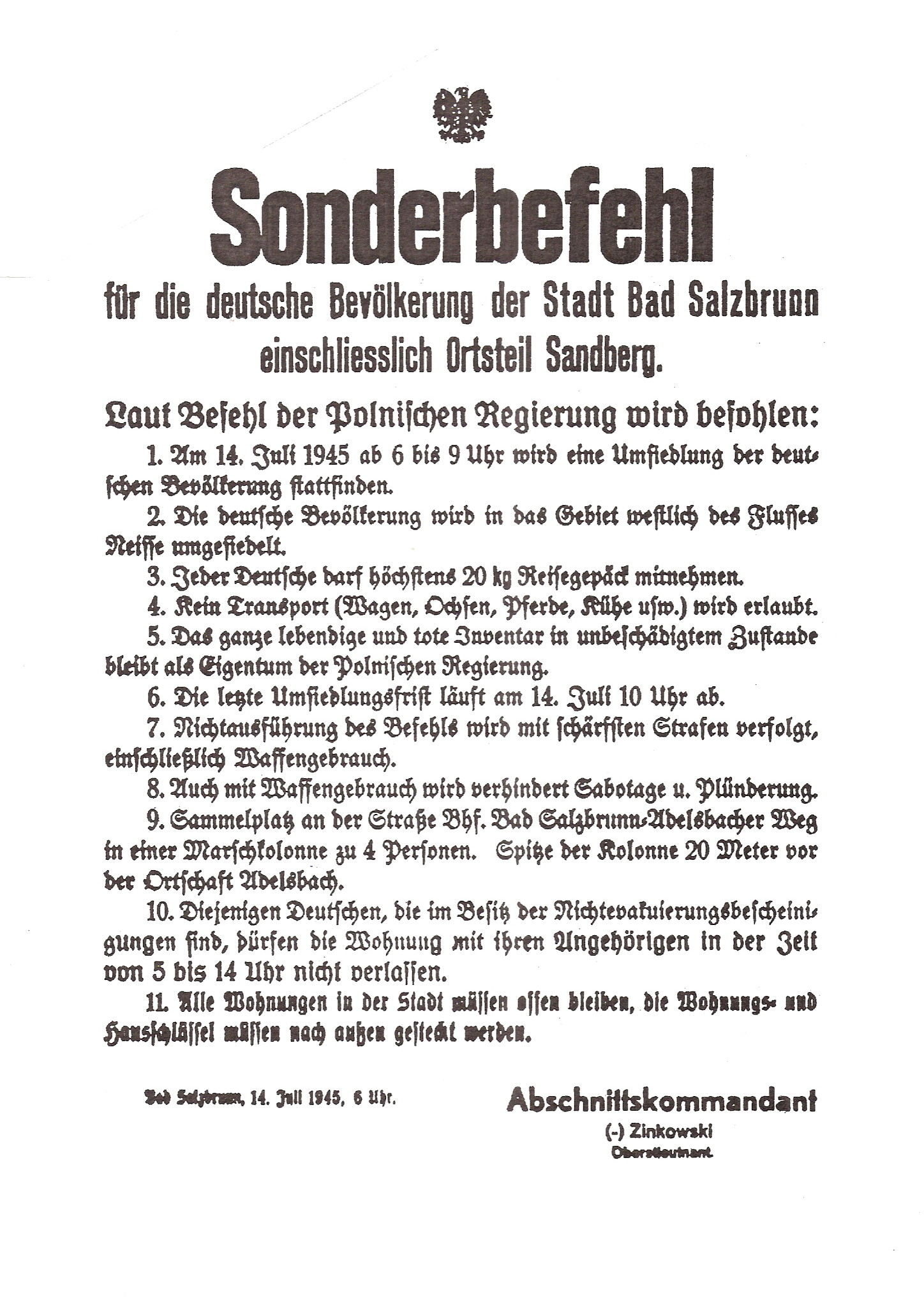
W dniu 14 lipca 1945 roku o 6 rano obwieszczenie dla ludności niemieckiej w Szczawnie-Zdroju (Bad Salzbrunn) na Dolnym Śląsku o wysiedleniu

W wyniku postanowień konferencji poczdamskiej z terenów poddanych polskiej jurysdykcji wysiedlono w okresie od 1945 do końca 1950 roku około 3,5 miliona Niemców.

## Zbrodnie na Niemcach na terenie Polski

### Obozy podległeMinisterstwu Bezpieczeństwa Publicznego
- Obóz Zgoda
- Obóz Pracy w Łambinowicach
- Centralny Obóz Pracy w Jaworznie
- Centralny Obóz Pracy w Potulicach

### ObozyNKWD
- Toszek

### Egzekucje
- Lubin – Armia Czerwona zabiła ok. 650 starców i chorych umysłowo
- Osięciny – żołnierze sowieccy rozstrzelali według jednego świadka w lesie około 100 jeńców niemieckich, IPN nie odnalazł ich ciał[27]
- Nieszawa – funkcjonariusze MO/UBP zabili lub utopili ok. 15 Niemców, których tożsamości IPN nie ustalił[27][28]
- Aleksandrów Kujawski – ok. 100 Niemców[29]

## Zbrodnie na Niemcach na terenie Czechosłowacji

### Obozy
- obóz Hanke w Ostrawie.

### Egzekucje
- Masakra w Uściu nad Łabą
- Masakra w Postoloprtach
- Masakra w Przerowie
- Masakra w Sklené
- Masakra w Lanškrounie[30]

## Konsekwencje polityczne
Wraz z odtworzeniem państwa niemieckiego osoby pochodzące z terenów dawniej należących do Niemiec rozpoczęły tworzenie organizacji i ugrupowań politycznych reprezentujących ich interesy, żądając odszkodowań za utracone mienie i upamiętnienia losu wypędzonych. Kwestionowały one układ poczdamski i granicę z Polską. Organizacje te były w Polsce przedstawiane jako nacjonalistyczne i rewizjonistyczne. Istotnie, w szeregach tych organizacji można było znaleźć osoby będące dawniej członkami partii nazistowskiej, czasami też odpowiedzialne za politykę okupacyjną w Polsce. Pierwszy przewodniczący Związku Wypędzonych Hans Krüger po nominacji na ministra ds. wypędzonych został zmuszony do odejścia w atmosferze skandalu, gdy na jaw wyszła informacja iż był nazistowskim kierownikiem okupacyjnego Sądu Powiatowego w Chojnicach w latach 1939–1943, gdzie wydano ponad 2000 wyroków śmierci, z czego Krüger wydał osobiście pięć za błahe przewinienia wobec nakazów nazistowskiej władzy okupacyjnej. Inny prominentny aktywista organizacji ziomkowskiej Landsmannschaft Berlin-Mark Brandenburg oraz Bund der Heimatvertrieben und Entrechteten uczestniczył w mordzie na profesorach lwowskich, zaś wielu sygnatariuszy tzw. Karty Wypędzonych w przeszłości należało do NSDAP. Ze względu na swą postawę, skład członków oraz kwestionowanie granic organizacje te były i są spostrzegane w państwach ościennych Niemiec, takich jak Czechy czy Polska jako zagrażające narodowym interesom tych państw.
Po roku 1990 główni reprezentanci wysiedlonych Niemców zadeklarowali uznanie granic powojennych, natomiast inne, mniej znaczące organizacje nadal żądają ich rewizji. Przedmiotem kontrowersji pozostaje także wizja historii, którą przedstawiają osoby takie jak np. była przewodnicząca Związku Wypędzonych Erika Steinbach oraz miejsce tych wydarzeń w tożsamości kulturowej Niemiec. Krytycy takiej działalności uważają, iż ma to na celu przedstawienie Niemców jako ofiary wojny zamiast sprawców, którzy tę wojnę rozpoczęli. Zarzucają również próbę zrównania ofiar reżimu nazistowskiego, takich jak Żydzi czy Polacy, będących obiektem rasistowskiej dyskryminacji i ludobójstwa z Niemcami, wobec których nigdy nie istniały plany narodowego ludobójstwa. Z kolei organizacje niemieckie próbują przedstawić wysiedlenia jako przykład zastosowania odpowiedzialności zbiorowej.
Często wysuwanym kontrargumentem jest ten, że osoby poddane wysiedleniom były sprawdzane pod kątem możliwości pozostania w kraju, i do dziś żyją w tych krajach Niemcy, którym pozwolono pozostać (faktycznie pozwolono pozostać osobom mieszanego pochodzenia, członkom mieszanych rodzin, osobom deklarującym narodowość polską, a także niektórym ważnym pracownikom. Był to jednak niewielki procent ogółu ludności oprócz części Opolszczyzny, gdzie Niemcy stanowili większość). Niektórzy z kolei próbują przedstawiać wysiedlenia jako zbrodnię przeciw prawu międzynarodowemu, mimo że proces wymiany ludności był stosowany w przeszłości z inspiracji Wysokiego Komisarza Ligi Narodów.

## „Wypędzeni” jako mit

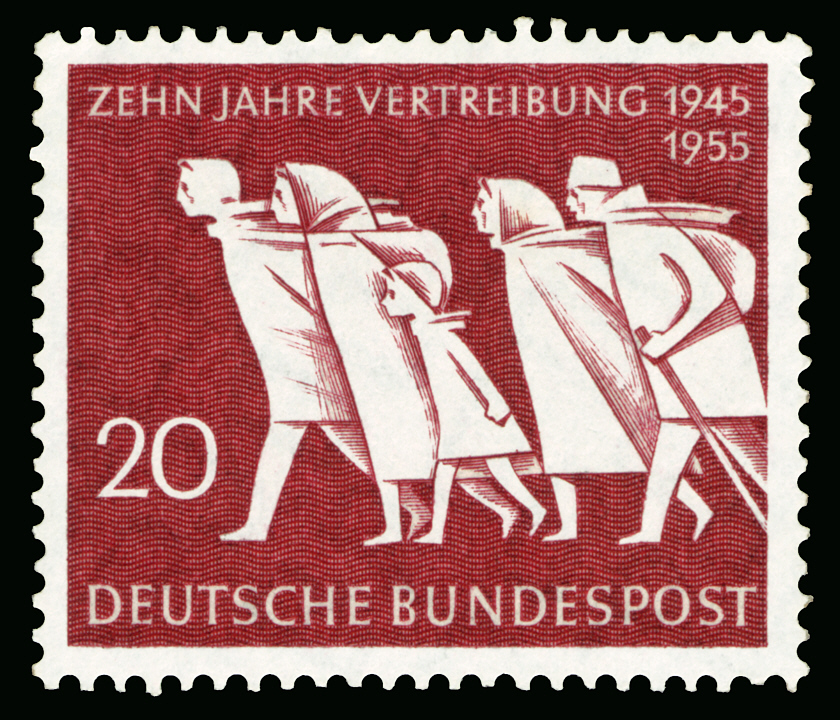
Dziesięć lat „Wypędzenia”

Niemieccy historycy Eva Hahn i Hans-Henning Hahn uważają, że wokół wysiedleń Niemców (niem. Vertreibung) narosło wiele przekonań i mitów, przez co fakty historiograficzne z trudem przebijają się do świadomości publicznej. Gerard Labuda z kolei w 2002 r. określił stan kontaktów wzajemnych polsko-niemieckich mianem: Dialogu Głuchych. Zasugerował on, że w Polsce dokonywano poważnej jednostronnej rewizji własnych dziejów, a w Niemczech dominuje ukształtowana przez starych badaczy narracja.
Polemiki budzi już sama ich nazwa wydarzenia. W Niemczech używa się raczej terminu „wypędzenia”, w Polsce i Czechach „wysiedlenia” lub „przesiedlenia”. Za bardziej neutralny termin uważa się „przymusowe migracje”.
Nie wszyscy zaliczani przez prawo niemieckie do tak zwanych wypędzonych zostali przymusowo wysiedleni. Część z nich to uciekinierzy wojenni, jak i administracja okupowanych terenów oraz obsługa cywilna wojska. Jako jedna z kategorii „wypędzonych” uznawane są także osoby, które były zmuszone do opuszczenia terenów, na których znalazły się w wyniku nazistowskiej okupacji, jak na przykład dzieci żołnierzy urodzone w miejscu ich stacjonowania (Erika Steinbach), a także uciekinierów i ich rodziny (Peter Glotz).

## Upamiętnienie
W 2015 roku w Bytomiu odsłonięto pomnik Tragedii Górnośląskiej, czyli fali sowieckich represji w latach 1945–1948, które pochłonęły na Górnym Śląsku kilkadziesiąt tysięcy ofiar i pociągnęły za sobą dramaty ich rodzin. Brak wspomnienia tam o wywózce Niemców został skrytykowany w polskiej prasie niemieckojęzycznej.

## Historycy o wysiedleniach
- Ingo Haar, Straty związane z wypędzeniami: stan badań, problemy, perspektywy
- Ingo Haar, Historiker im Nationalsozialismus und die Historisierung des „Dritten Reiches” als Forschungsproblem
- History and Memory: mass expulsions and transfers 1939–1945–1949. iz.poznan.pl. [zarchiwizowane z tego adresu (2011-07-27)].
- Claudia Kraft, Bolesne punkty historii
- Piotr Madajczyk, Paweł Popieliński (red.), Inżynieria społeczna. Między totalitarną utopią a cząstkowym pragmatyzmem, ISP PAN, Warszawa 2012